# 大失恋。
『大失恋。』（だいしつれん）は、清水ちなみ監修の書籍（扶桑社刊）。及びこれを原作にした映画。

## 概要
1993年に清水ちなみを代表とする「OL1600人委員会」のメンバーら21歳から32歳の普通の女性たちがそれぞれ書いた失恋エピソード作品。1996年文庫本（扶桑社文庫）発行。

## 映画

### 概要 (映画)
1995年1月21日、東映系公開。本編103分。ある遊園地を舞台に8つの失恋に関する物語が同時進行するという、一風変わったオムニバス構成のドラマになっている。そのため、ある物語の主人公が別の物語の主人公とそれぞれの物語に接点のない場所で絡むシーンが存在する。例として、下記のようなものが挙げられる。
1. 「誘拐犯と人質」の話で登場する森且行と京野ことみが、「ダブルデート」の話で登場する菅野美穂と宝生舞がアルバイトするハンバーガーショップへ入店して商品を注文する。
2. 「ナンパ」の話で登場する中谷美紀が遊園地のパレードのブラスバンドとぶつかって転倒し、「不倫とお見合い」の話で登場する山口智子が演じる遊園地の係員に介抱される。
3. 「結婚詐欺師」の話で登場する野村宏伸と鈴木京香が、「占い師」の話で登場する山崎直子が演じる女性が働くホテルへ結婚式の予約をしに来る。

また、遊園地自体が女性の意志を持っているようなナレーションや、恋愛を強く意識させるためか時間の進行もクリスマス・イブから始まり、翌年のバレンタインデーへ向かって進んでいくという演出が施されているのも特徴的である。
本作では、主に「12月のある金曜日」、「次の日曜日」、「1月のある日曜日」、「2月のある日曜日」、「2月14日」の様子が描かれている。

### ストーリー
- 「不倫とお見合い」
妻子ある男と不倫中の女性が父親からの見合いを断れず、後日不倫相手が遊園地で家族サービスすることを知って、同日に遊園地デートする形で見合い相手と過ごしながら不倫相手とその家族の様子を探る。
- 「ダブルデート」
どこか頼りない恋人との恋愛に倦怠期を迎えた女の子が、彼の性格を変えるきっかけが欲しくて友人とその彼氏の4人で遊園地でダブルデートする。
- 「結婚詐欺師」
観覧車内で恋人からプロポーズされた女が感激し、後日彼と結婚式場に挙式の予約をしに行くが、実は男は結婚詐欺師だった…。
- 「ナンパ」
若い娘が遊園地で恋人とデートするが約束をすっぽかされ、待ちぼうけを食らっていたところ直後に現れたチャラそうな男からナンパされて半ば強引にデートに付き合わされる。
- 「誘拐犯と人質」
ある日女子中学生がナンパしてきた若い男(上記の「ナンパ」の男とは無関係」)と遊園地に遊びに来るが、彼の目的は政治関係の仕事をする父を持つ彼女を誘拐して大金を手に入れることだった。
- 「占い師」
遊園地で占い師として働く若者は、出勤時に駅でたまたまぶつかった女性から痴漢呼ばわりされてしまう。しかし後日、遊園地の占いの館に訪れた彼女は目の前の占い師が先日の“痴漢男”と気づかないまま運勢を占ってもらう。
- 「ゲームに恋して」
ゲームが苦手な中年会社員が部下に誘われて遊園地の体験型ゲームアトラクションに行ったことがきっかけで、進行役の若い女性に一目惚れしてこのアトラクションに通い始める。
- 「観覧車の女」
素敵な恋愛に憧れる女が、観覧車デートを重ねながら運命の人との出会いを求めて出会いと別れを繰り返す。

### キャスト
ナレーター
演 - 村上里佳子
作中の遊園地の視点で、そこに訪れる男女の恋について冒頭で語る。

#### 「不倫とお見合い」
真由美
演 - 山口智子
作中の遊園地の運営会社の企画広報室で働く社員。不倫しており、表向き「このままの関係でいい」と言う。父親が決めた見合いを遊園地でする。開園記念日であるバレンタインデーでは、夜のパレードの路上整理などを担当する。テキパキと仕事をこなすサバサバした性格だが、恋愛面では藤川の愛情を確かめようとしたり時にしたたかな一面も持つ。
藤川
演 - 辰巳琢郎
真由美の不倫相手。妻と娘がいるが現在は別居状態で1人で暮らしている。次の日曜に妻と娘と遊園地で会うが、アトラクションの待つ間に貧血で倒れ込んでしまう。山村の診察を受けてとある病気にかかっていたことが分かる。
杏子
演 - 吉川十和子
藤川の妻。小学校低学年ぐらいの娘と暮らしており、日曜日に久しぶりに家族3人で遊園地で過ごす。遊園地で倒れ込んだ藤川を心配して、偶然居合わせた山村に病院で診察してもらう。藤川の検査入院に付添う。
山村
演 - 加藤雅也
真由美の見合い相手。医者。実直な性格だがやや硬い印象があり、これまでに見合いを約20回しているがなかなかいい出会いがない状態。「日曜日に遊園地で2人きりで見合いをしたい」と言う彼女といくつかのアトラクションで遊びながら見合いをする。

#### 「ダブルデート」
佳江
演 - 菅野美穂
ファストフード店でバイトしている。ロマンチストな性格で「(作中の)観覧車のゴンドラが頂上に来た時にキスしたカップルは幸せになれる」という噂を信じており、冒頭でキスする。最近浩二との恋愛が上手く行っていないことに悩み気分を変えるために遊園地でダブルデートをする。
浩二
演 - 河相我聞
佳江の恋人。バンドでドラマーを担当しているがあまり人気はない。現実的な考え方の持ち主で冷めた言動をすることがあるが、恋愛に関しては浮ついた所があり佳江から不安に思われている。
恵美（えみ）
演 - 宝生舞
佳江のバイト仲間。佳江とは恋愛話をするなど親しくしている。佳江からダブルデートを頼まれて日曜日にお互いの彼氏と共に遊園地に向かうが、彼女の言動に振り回される。後日再び遊園地で佳江たちとダブルデートするが彼女との間で亀裂が生じる。
達也
演 - 岸本祐二
恵美より年上の25歳。駆け出しのサウンド・コーディネーターの仕事をしている。二枚目でダブルデートの日に初めて出会った佳江から、一目惚れされる。ダブルデートでは、お互いのカップルを男女組み換えて佳江と乗り物に乗るなどして過ごす。
access
演 - access（浅倉大介、貴水博之）
本人役。 浩二と恵美が訪れるライヴで「TEAR'S LIBERATION」を歌唱する。

#### 「結婚詐欺師」
君彦
演 - 野村宏伸
冒頭で美智子にプロポーズし、2人で翌年の3月に結婚式場の予約を申し込む結婚詐欺師。これまで女に好意を寄せるフリをしては、挙式や別荘購入の予約に多額の金を出してもらった後勝手にキャンセルして返金された金を持ち逃げする、ということを繰り返している。「ウイングルの指輪」という、村々を周ってまがい物の指輪を売るウイングルの話を美智子にする。
美智子
演 - 鈴木京香
君彦の恋人。君彦と知り合ってまだ時期が浅いが彼からの結婚を申し出に驚きながらも受け入れて婚約する。後日君彦と遊園地に訪れ占い師をする芳明に2人の相性を占ってもらう。ちなみに子供の頃から遊園地が大好きだが、異性と来るのは君彦が初めて。
尚子
演 - 羽野晶紀
教会で挙式を迎える花嫁。恋人の君彦の到着を待つが、直後に兄から「彼が式場をキャンセルして披露宴のご祝儀を持って逃げた」と聞かされ、突然の裏切りにショックを受ける。

#### 「ナンパ」
明夫
演 - 武田真治
遊園地で一人でいた麻美に、自身もフラれたばかりの男のフリをして「30分経っても彼氏が来なかったら俺とデートする」と勝手に決めてナンパする。観覧車のゴンドラの中で麻美に「もし彼氏と別れたらバレンタインデーに観覧車で君を待つから、付き合う気があったらチョコを持って現れて」と告げる。詰めが甘い所がある。
麻美
演 - 中谷美紀
遊園地内で恋人と待ち合わせをしていたが待ちぼうけを喰らい、その様子を見た明夫から声をかけられる。恋人が来る気配がなかったこともあり、少々強引な彼にデートを付き合わされる。
占い師
演 - ベンガル
遊園地の「水晶占い」の館で訪れた客たちを占っている。胡散臭く、館に訪れた麻美に「邪淫の相が出ている」と診断し、小さな水晶を買わせようとする。

#### 「誘拐犯と人質」
純
演 - 森且行
誘拐犯。事前に下調べをして裕福な家の絵里にナンパを装って近づいた。冒頭でストップウォッチを使って、身代金の受け渡しに来る人物が乗る乗り物が何分かかるかを入念に測る。絵里の父親に50万ドルの身代金を要求する。
絵里
演 - 京野ことみ
純の恋人。中学生。10代にしては冷静でちょっと大人びた言動をしており、恋愛に関しては真面目なタイプで、誠実な恋愛を望んでいる。恋人同士で遊園地に訪れることに「恋人たちがHをする前に行くようないかがわしい場所」という考えを持っている。ナンパしてきた純のストレートさを気に入って付き合い出した。
野々村
演 - 上田耕一
絵里の父。議員秘書または議員。犯人の男(純)から電話で絵里が誘拐されたことを知らされる。後日、こっそり刑事に見守られながら携帯電話で純の指示を受けながら身代金の受け渡し場所である遊園地に訪れる。人から命令されるのが嫌い。最近絵里のことも心配してはいるが、次の選挙のことも気がかりでいる。

#### 「占い師」
芳明
演 - 萩原聖人
カードマジックが趣味の若者だが、物語前半で遊園地の「トランプ占い」の館で占い師として働き始める。服は黒ずくめのマフィアのようなファッションにグラサンと付けひげを身につける。ある時出会った真紀に好意を寄せ、後日偶然再会してアプローチをするようになる。accessのファン。
真紀
演 - 山崎直子
ブライダル関係の仕事をしており、冒頭で君彦と美智子の挙式の予約を受ける。ある時駅の階段で山岡と偶然ぶつかり痴漢呼ばわりする若い女。日曜日に遊園地の「トランプ占い」の館に訪れ、目の前の占い師が山岡と気づかないまま恋愛運を占ってもらう。これまでの恋愛は、何故か男たちから鬱陶しがられてしまい破局を迎えてきた。
山岡
演 - 斎藤洋介
遊園地の人事担当者らしき職員。芳明のマジックを見せてもらうがもっとマジシャンらしい格好になってもらうため色々と服を着替えてもらい服装を決める。演出家のように芳明のキャラ設定やストーリーを考えて採用する。
瀬川
演 - 袴田吉彦
似顔絵師。遊園地の路上の一画を借りて来場者1人につき5分でその人の似顔絵を描いている。2月に客として遊園地で遊ぶ芳明の似顔絵を描き、その後頼まれ事を引き受ける。

#### 「ゲームに恋して」
柳田
演 - 舘ひろし（特別出演）
映画会社のゲーム開発室室長。大衆娯楽の王様である映画製作に憧れて働いてきたが、ゲーム開発の部署に配属されたことを嘆いている。「Q-ZAR」ではレッドチームとなる。奈美に一目惚れし、それ以降一人で時々遊びに行くようになる。ゲームは苦手で、冒頭のゲームセンター内のガンシューティングゲームでは、短時間でゲームオーバーになっている。
大島
演 - 深江卓次
柳田の部下。柳田、沢田と3人で遊園地のゲームコーナーに遊びに行き、柳田とガンシューティングゲームの協力プレイをする。ゲームを毛嫌いしている柳田に体験させる。「Q-ZAR」ではグリーンチームとなる。
沢田
演 - 三橋貴志
柳田の部下。柳田と大島が2人で協力プレイヴァーチャルリアリティやインタラクティブなど日常会話でカタカナ語を使う。先述のガンシューティングゲーム中は後ろで2人を見守るが、柳田の下手っぷりにニヤニヤする。「Q-ZAR」ではグリーンチームとなる。
奈美
演 - 水野美紀
遊園地職員で光線銃を使った体験型アトラクション「Q-ZAR」(キューザー)の進行役を務める。手のひらサイズに収まった秘密情報を地球に届ける設定で、参加者たちに護衛してもらう。最高得点者が隊長の称号とバッヂを与える。後日柳田に高得点者が集う「Q-ZAR」の大会(今回だけはチーム戦ではなく個人戦で最後の1人になるまで戦う)への参加に誘う。
丸山
演 - イジリー岡田
「Q-ZAR」の常連客。これまでに何度も最高得点者となっている強者で、その証であるバッヂを約20個ほど獲得していることを鼻にかけている。グリーンチームの一員として柳田たちレッドチームの参加者と戦う。奈美から営業スマイルで讃えられており、内心好かれていないが自身は気づいていない。

#### 「観覧車の女」
典子
演 - 瀬戸朝香
作中では、登場人物の中でも特に観覧車に乗っている回数が多い人物。スポーツしている男性が好きだが、サッカーより野球が好き。あまり物事を知らないような発言をしている。素敵な恋愛に憧れているが、さり気なくボディタッチをしてきたりすぐにHに持っていこうとする男たちに落胆し、いい出会いを求めている状態。
松村
演 - 清水圭
JFL(ジャパンフットボールリーグか日本フットボールリーグのどちらかは不明)に所属するサッカー選手。典子といまいち会話が噛み合わないことを頭を抱える。
倉本
演 - 羽賀研二
敏腕CMプランナー風の男。典子と遊園地の観覧車に乗って、モデルのオーディションへの参加を勧める形で口説こうとする。
川合
演 - 松岡俊介
2月の日曜日に典子と観覧車に乗る。女性とHすることをいつも考えている。趣味は、ハーモニカで即興で曲を奏でることもできる。
洋介
演 - 西島秀俊
遊園地の観覧車担当のバイト。来園者が観覧車のゴンドラに乗り降りする時の扉の開閉作業をしている。観覧車に乗る恋人たちの様子を目の当たりにしながら、密かに彼らを羨ましく思っている。

### スタッフ
- 企画：黒澤満、一瀬隆重
- プロデューサー：服部紹男、石原真
- 原作：清水ちなみ
- 脚本：尾崎将也、大森一樹
- 撮影：渡部眞
- 照明：風間孝大
- 録音：林鑛一
- 美術：小澤秀高
- 編集：西東清明
- 記録：松澤一美
- 助監督：鳥井邦男
- 俳優担当：河合啓一
- 製作担当：岩下真司
- プロデューサー補：久保田雅美
- 音楽：加藤和彦
- 主題歌：access「COSMIC RUNAWAY」「TEAR'S LIBERATION」
- 企画協力：オズ
- 制作協力：セントラル・アーツ
- 製作：東映、東映ビデオ、東北新社
- 配給：東映
- 監督：大森一樹

### 撮影場所
神戸六甲アイランドAOIA、横浜・八景島シーパラダイス、東京ドームシティアトラクションズ。

### その他
2003年3月、東映ビデオよりDVDが発売された。4,725円。